# Моньки (гмина)
Моньки (пол. Mońki) — городско-сельская гмина (волость) в Польше, входит как административная единица в Монькский повет, Подляское воеводство. Население — 15 756 человек (на 2004 год).

## Демография
| Перепись                       | Всего   | Всего | Женщины | Женщины | Мужчины | Мужчины |
| ------------------------------ | ------- | ----- | ------- | ------- | ------- | ------- |
| Единицы                        | человек | %     | человек | %       | человек | %       |
| Население                      | 15 756  | 100   | 7987    | 50,7    | 7769    | 49,3    |
| Плотность населения (чел./км²) | 97,5    | 97,5  | 49,4    | 49,4    | 48,1    | 48,1    |

## Сельские округа
1. Богушево
2. Цеше
3. Чеколды
4. Дудки
5. Дудки-Колёня
6. Дзежки
7. Дзенконе
8. Хорностае
9. Хорностае-Осада
10. Яски
11. Кисляки
12. Колодзеж
13. Конопчин
14. Косёрки
15. Кропивница
16. Кшечково
17. Кучин
18. Кулеше
19. Колесники
20. Левоне
21. Лупихы
22. Магнуше
23. Масе
24. Мейлы
25. Монюшечки
26. Олишки
27. Олдаки
28. Поточизна
29. Пшитулянка
30. Пызы
31. Рыбаки
32. Сикоры
33. Собески
34. Свежбене
35. Васки
36. Войшки
37. Залесе
38. Зблютово
39. Зноски
40. Зыбурты
41. Жодзе

## Соседние гмины
1. Гмина Гонёндз
2. Гмина Ясвилы
3. Гмина Кнышин
4. Гмина Крыпно
5. Гмина Тшчанне